# Сушня (приток Малого Тудера)
Сушня — река в России, протекает в Андреапольском районе Тверской области и Холмском районе Новгородской области.

## Гидрология и география
Длина реки составляет 18 км. Река вытекает из озера Сушне в Андреапольском районе и течёт сначала на северо-запад, затем на север. В Холмском районе на реке стоят деревни Морховского сельского поселения: Подберезниково, Силагино, Клины, Патрихово. Устье реки находится у деревни Патрихово в 65 км по левому берегу реки Малый Тудер.

## Данные водного реестра
По данным государственного водного реестра России относится к Балтийскому бассейновому округу, водохозяйственный участок реки — Ловать и Пола, речной подбассейн реки — Волхов. Относится к речному бассейну реки Нева (включая бассейны рек Онежского и Ладожского озера).
Код объекта в государственном водном реестре — 01040200312102000023506.